# Wolf PAC

Tmavě modrá: státy, kterými návrh Wolf PAC prošel
Azurová: stát(y), kde návrh prošel do sněmu
bledě zelená: státy, kde se návrh projednává v dolní nebo horní sněmovně (2014)

Wolf PAC je americký tzv. PAC (political action committee – výbor pro politickou akci).

## Informace of Wolf PAC
- Vznik: říjen 2011.
- Zakladatel: Çenk Uygur, americko-turecký politický komentátor programu The Young Turks.
- Ústředí: Los Angeles
- Výkonný ředitel: Ryan Clayton
- Organizace: Mike Monetta

## Cíle Wolf PAC
- rezoluce, že korporace nejsou osoby
- zamezení toho, aby korporace přispívaly do politických kampaní

Toho chce Wolf PAC dosáhnout vytvořením nového dodatku do americké Ústavy, postupně stát po státu.

## Schválování cílů Wolf PAC
K prosinci 2014 byl návrh zákona schválen ve státech Kalifornie, Vermont a Illinois. V 8 dalších státech je projednáván v dolní sněmovně, ve státě Rhode Island v horní sněmovně.